# Hot Mess
Hot Mess es el tercer álbum de estudio de la banda estadounidense de pop punk, Cobra Starship, lanzado por Fueled by Ramen y Decaydance Records el 11 de agosto del 2009. El álbum de debut en la posición 4 en el Billboard 200 con 42 000 copias vendidas en la primera semana. El primer sencillo del álbum, «Good Girls Go Bad», que cuenta con la intervención de la actriz Leighton Meester,  fue lanzado el 11 de mayo de 2009. La canción alcanzó la lista de las diez más populares del Billboard Hot 100 y el número dos en la lista New Zealand Singles Chart de Nueva Zelanda.

## Lista de canciones
| N.º | Título                                             | Duración |  |
| 1.  | «Nice Guys Finish Last»                            | 3:37     |  |
| 2.  | «Pete Wentz Is the Only Reason We're Famous»       | 3:03     |  |
| 3.  | «Good Girls Go Bad» (featuring Leighton Meester)   | 3:17     |  |
| 4.  | «Fold Your Hands Child»                            | 3:13     |  |
| 5.  | «You're Not in on the Joke» (featuring Pete Wentz) | 3:31     |  |
| 6.  | «Hot Mess»                                         | 2:52     |  |
| 7.  | «Living in the Sky with Diamonds»                  | 3:20     |  |
| 8.  | «Wet Hot American Summer»                          | 3:49     |  |
| 9.  | «The Scene Is Dead; Long Live the Scene»           | 2:44     |  |
| 10. | «Move Like You Gonna Die»                          | 3:49     |  |
| 11. | «The World Will Never Do» (featuring B.o.B)        | 4:05     |  |

| iTunes Deluxe Edition Bonus Tracks |                                                             |          |  |
| N.º                                | Título                                                      | Duración |  |
| 12.                                | «I May Be Rude But I'm the Truth»                           | 3:07     |  |
| 13.                                | «New Edition»                                               | 3:20     |  |
| 14.                                | «Good Girls Go Bad» (Suave Suárez on Pleasure Ryland remix) | 3:58     |  |
| 15.                                | «Good Girls Go Bad» (Matt Haick remix)                      | 4:10     |  |
| 16.                                | «Good Girls Go Bad» (Cash Cash remix)                       | 4:40     |  |

| Amazon MP3 Exclusive Version Bonus Tracks. |                                    |          |  |
| N.º                                        | Título                             | Duración |  |
| 12.                                        | «Good Girls Go Bad» (MoAzza Remix) | 4:08     |  |

| Deluxe Edition Bonus Tracks |                                                             |          |  |
| N.º                         | Título                                                      | Duración |  |
| 12.                         | «I May Be Rude But I'm the Truth»                           | 3:07     |  |
| 13.                         | «Cobras Never Say Die»                                      | 3:30     |  |
| 14.                         | «Good Girls Go Bad» (Suave Suárez on Pleasure Ryland remix) | 3:58     |  |
| 15.                         | «Good Girls Go Bad» (Isom Innis remix)                      | 4:10     |  |
| 16.                         | «Good Girls Go Bad» (Cash Cash remix)                       | 4:40     |  |

## Posicionamiento en listas
| Listas                   | Posición | Ventas |
| ------------------------ | -------- | ------ |
| Australian Albums Chart  | 51       | –      |
| New Zealand Albums Chart | 18       | –      |
| U.S. Billboard 200       | 4        | 83 514 |